# Ród Minamoto
Minamoto (jap. 源), Genji (jap. 源氏) – to nazwisko nadawane w okresie Heian przez cesarzy Japonii książętom krwi, dla których zabrakło urzędów na Dworze Cesarskim.
Najpotężniejsza linia rodu Minamoto, zw. Seiwa Genji, wywodzi się od Minamoto no Tsunemoto, wnuka cesarza Seiwa.

## Historia

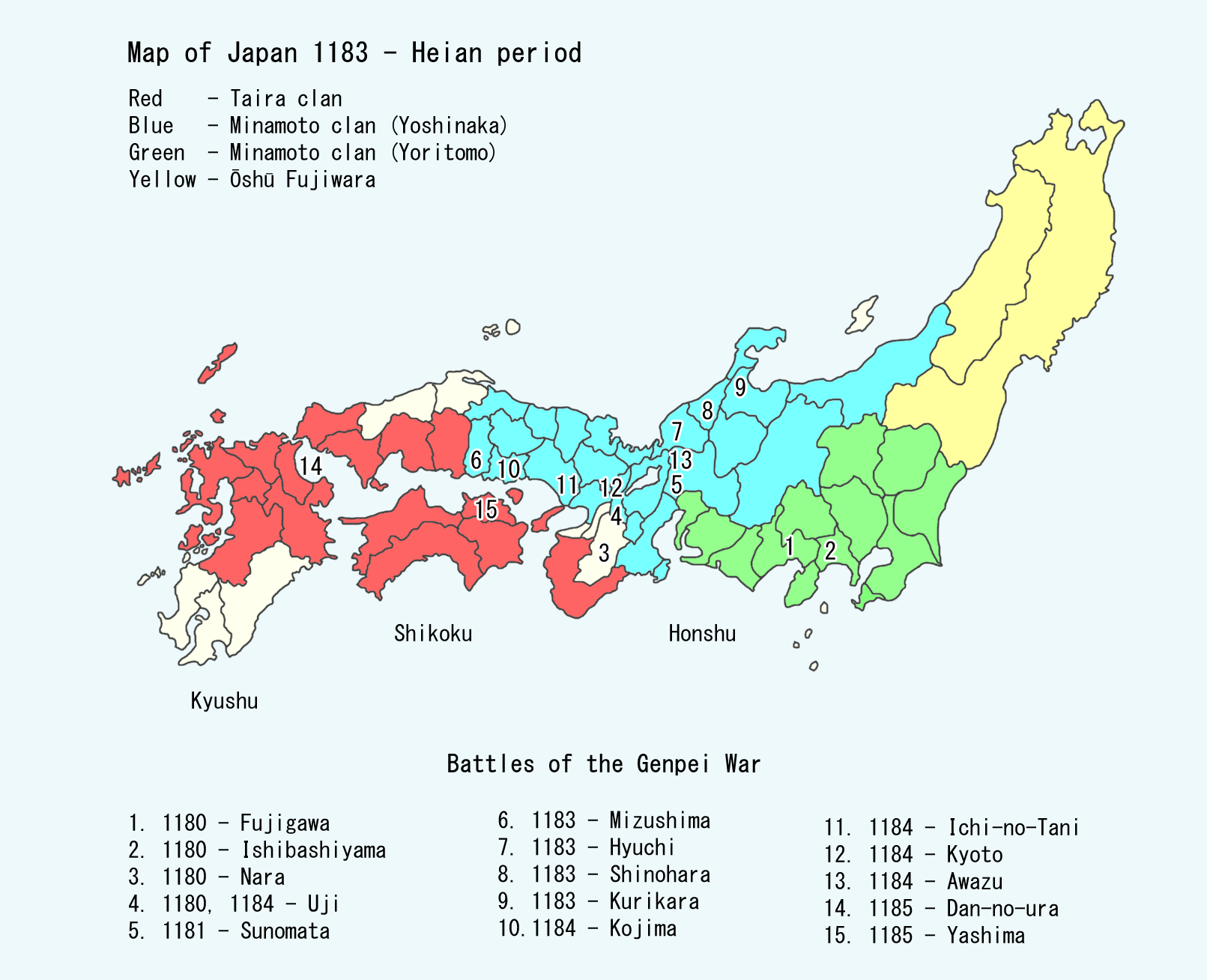
Domena klanu Minamoto w Japonii (1183)

W latach 1180–1185 ród uwikłany był w konflikt o władzę z klanem Taira nazywany wojną Genpei.
Od 1185 roku ród zdominował władzę nad Japonią, tworząc siogunat rządzący przez cały okres Kamakura.
Z rodu Minamoto wywodziły się też dynastie późniejszych siogunów: Ashikaga oraz Tokugawa, którzy rządzili Japonią aż do 1867 roku.

## Mon
Mon rodu Minamoto – Sasarindō (jap. 笹竜胆) – przedstawia kwiaty goryczki japońskiej (Gentiana scabra) na liściach bambusa (Sasa).